# Manuel Sanchís Hontiyuelo
Manuel Sanchís Hontiyuelo (n. 23 mai 1965 în Madrid) este un fotbalist spaniol retras din activitate, care a jucat pe postul de fundaș central.
A jucat toată cariera în capitala Spaniei, Madrid. Tatăl lui Sanchís, Manuel Sanchís Martínez, a jucat de asemenea pentru Real Madrid (1964–71), ambii fiind internaționali spanioli de fotbal. Sanchís s-a retras în 2001, apărând în 710 meciuri pentru Real Madrid (deține recordul de meciuri jucate) (524 în ligă) și a fost căpitanul formației timp de 13 ani.